# Twee Zeeuwsche Meisjes in Zandvoort
Twee Zeeuwsche Meisjes in Zandvoort, ook uitgebracht als Mijntje en Trijntje naar Zandvoort, is een Nederlandse stomme film uit 1913 onder regie van Louis H. Chrispijn. De korte film maakt deel uit van de Mijntje en Trijntje-reeks. Internationaal had het de titel Two Girls from Zeeland at Zandvoort.

## Verhaal
Mijntje en Trijntje zijn twee jongedames die op een dag met de tram naar Zandvoort gaan en hier twee mannen komen te ontmoeten. Met zijn vieren beleven ze avonturen op het strand.

## Rolbezetting
| Acteur                 | Personage |
| ---------------------- | --------- |
| Annie Bos              | Mijntje   |
| Christine van Meeteren | Trijntje  |
| Theo Frenkel jr.       |           |
| Pierre Perin           |           |
| Alex Benno             |           |

## Achtergrond
Het is niet zeker of de film destijds ook werd uitgebracht als Twee Zeeuwsche Meisjes in Zandvoort. Van de gevonden kopieën ontbreekt namelijk de titel en alle tussenteksten. Bij de restauratie is deze titel gegeven. De film werd in de zomer van 1912 opgenomen. Volgens Van Meeteren was de film het resultaat van een spontaan idee van Binger. Het was een warme dag en in de filmfabriek was men druk bezig met het bouwen van decors, waardoor het niet mogelijk was scènes op te nemen. Hij stuurde Binger met zijn vrouw (Van Meeteren) en Bos naar Zandvoort om een film op te nemen. Er werd ook contact opgenomen met Benno, die zelf daarop Frenkel en Perin ophaalde om ook te acteren. Er was geen script, maar er werd gehandeld naar de inspiratie van alle meewerkenden.
De film werd onverwachts een groot succes. Het succes van Bos en Van Meeteren was verzekerd. In de winter van 1913 namen ze een vervolg op, Mijntje en Trijntje op de Schaats. Tegenwoordig bestaan er nog kopieën van de film.